# Чемпіонат Європи з футболу 2016 (жеребкування)
У статті наведено інформацію про жеребкування фінальної частини чемпіонату Європи 2016 з футболу. Процедура відбудеться в Палаці Конгресів Порт Майо в Парижі 12 грудня 2015, 18:00 CET. 24 кваліфікованих команди будуть поділені на шість груп по чотири команди. Господар Франція автоматично розміщується на позиції 1 у групі A. Чинний чемпіон Іспанія буде посіяна першою в кошику 1, у той час як інші 22 команди будуть посіяні відповідно до коефіцієнтів УЄФА національних команд, оновлених після завершення етапу відбіркового групового (без врахування плей-оф), які були опубліковані УЄФА 14 жовтня 2015.

## Посів перед жеребкуванням
| Збірна     | Коеф.  | Місце |
| ---------- | ------ | ----- |
| Іспанія2   | 37,962 | 2     |
| Німеччина  | 40,236 | 1     |
| Англія     | 35,963 | 3     |
| Португалія | 35,138 | 4     |
| Бельгія    | 34,442 | 5     |

| Збірна    | Коеф.  | Місце |
| --------- | ------ | ----- |
| Італія    | 34,345 | 6     |
| Росія     | 31,345 | 9     |
| Швейцарія | 31,254 | 10    |
| Австрія   | 30,932 | 11    |
| Хорватія  | 30,642 | 12    |
| Україна   | 30,313 | 14    |

| Збірна     | Коеф.  | Місце |
| ---------- | ------ | ----- |
| Чехія      | 29,403 | 15    |
| Швеція     | 29,028 | 16    |
| Польща     | 28,306 | 17    |
| Румунія    | 28,038 | 18    |
| Словаччина | 27,171 | 19    |
| Угорщина   | 27,142 | 20    |

| Збірна            | Коеф.  | Місце |
| ----------------- | ------ | ----- |
| Туреччина         | 27,033 | 22    |
| Ірландія          | 26,902 | 23    |
| Ісландія          | 25,388 | 27    |
| Уельс             | 24,531 | 28    |
| Албанія           | 23,216 | 31    |
| Північна Ірландія | 22,961 | 33    |

1 Господар Франція (коефіцієнт 33,599; місце 8) автоматично визначено на позицію A1.
2 Діючий чемпіон Іспанія (коефіцієнт 37,962; місце 2) автоматично стала першою в кошику 1.

## Процедура жеребкування
Жеребкування розпочалось з першого кошика, аби визначити перші номери в групах (господар турніру — збірна Франції автоматично потрапила в групу А). Потім з четвертого кошика послідовно витягались команди для кожного з квартету — від А до F. Нарешті ця процедура повторилася для третього та другого кошиків. Позиція кожної команди в групі (2, 3 або 4) також визначалась окремо під час жеребкування.

## Результати жеребкування
| Група A - Франція - Румунія - Албанія - Швейцарія | Група B - Англія - Росія - Уельс - Словаччина | Група C - Німеччина - Україна - Польща - Північна Ірландія | Група D - Іспанія - Чехія - Туреччина - Хорватія | Група E - Бельгія - Італія - Ірландія - Швеція | Група F - Португалія - Ісландія - Австрія - Угорщина |